# Jean Roberts
Jean Roberts (Jean Evelyn Roberts; * 18. August 1943 in Geelong; † 17. September 2024) war eine australische Diskuswerferin und Kugelstoßerin.
Bei den British Empire and Commonwealth Games gewann sie 1962 in Perth Silber im Kugelstoßen. 1966 in Kingston holte sie Silber im Diskuswurf und wurde Vierte im Kugelstoßen.
Bei den Olympischen Spielen 1968 in Mexiko-Stadt kam sie im Diskuswurf auf den 16. Platz.
1969 siegte sie bei den Pacific Conference Games im Diskuswurf, 1970 gewann sie bei den British Commonwealth Games in Edinburgh Silber im Diskuswurf und Bronze im Kugelstoßen, und 1974 errang sie bei den British Commonwealth Games in Christchurch Bronze im Kugelstoßen und wurde Vierte im Diskuswurf.
Achtmal wurde sie Australische Meisterin im Kugelstoßen (1963–1970) und fünfmal im Diskuswurf (1965, 1967–1970). Je zweimal wurde sie Englische Meisterin im Kugelstoßen (1971, 1972) und US-amerikanische Meisterin im Diskuswurf (1973, 1975).

## Persönliche Bestleistungen
- Kugelstoßen: 16,38 m, 9. April 1972, Birmingham
- Diskuswurf: 55,91 m, 15. Januar 1974, Melbourne